# Bymose (Agersted Sogn)
 For alternative betydninger, se Bymose. (Se også artikler, som begynder med Bymose)
Bymosen er beliggende nord for landsbyen Gammel Agersted. Bymosen ligger i Agersted Sogn (Dronninglund Herred), fra 1970 til 2006 i Dronninglund Kommune og Nordjyllands Amt, siden 2006 i Brønderslev Kommune og Region Nordjylland.
Området er i dag ikke længere en egentlig mose. Bymosen er opdelt i mange små matrikler, der for en stor dels vedkommende tilhører ejerne af de nærliggende ejendomme. Fra gammel tid har jordlodderne formentlig bl.a. været anvendt til opgravning af tørv til opvarmning.
En del af Bymosen var tidligere udlagt til kommunal losseplads. I den forbindelse opstod der strid mellem kommune og lodsejere om skeldragningen. Dette førte til, at området blev opmålt af landmåler. Der eksisterer derfor i dag præcise kort over de enkelte matrikler. 
De tidligere vejforløb i området kan stadig anes som tilgroede hjulspor, men det meste af området er stort set kun farbart til fods.
|  | Denne artikel om lokaliteten Bymose (Agersted Sogn) kan blive bedre, hvis der indsættes et (bedre) billede. Du kan hjælpe ved at afsøge Wikimedia Commons for et passende billede eller lægge et op på Wikimedia Commons med en af de tilladte licenser og indsætte det i artiklen. |

57°13′1.22″N 10°22′28.45″Ø / 57.2170056°N 10.3745694°Ø